# Смоленков, Анатолий Петрович
Анатолий Петрович Смоленков (род. 18 марта 1954 года, Златоуст, Челябинская область, РСФСР, СССР) — советский и российский скульптор, академик Российской академии художеств (2019).

## Биография
Родился 18 марта 1954 года в Златоусте. Учился в местном ГПТУ № 4, получил квалификацию «Художник-гравёр». Работал на Златоустовском машиностроительном заводе имени Ленина.
В 1979 году окончил Московское высшее художественно-промышленное училище (сейчас — Московская художественно-промышленная академия имени С. Г. Строганова), кафедра монументально-декоративной пластики (преподаватель: профессор А. Н. Бурганов).
С 1990 года — преподаватель Московской государственной художественно-промышленной академии имени С. Г. Строганова: доцент (1990—2013), профессор кафедры монументальной и декоративной скульптуры (с 2013 года).
В 2011 году избран членом-корреспондентом, в 2019 году — академиком Российской академии художеств от Отделения скульптуры.
С 1983 года — член Союза художников СССР, России.
В 2004 году — защитил кандидатскую диссертацию на тему: «Златоустовская гравюра на стали XIX—XX веков. Историческое развитие, вопросы стиля и технологии», автор более 40 научных публикаций.
Председатель секции скульптуры Творческого Союза художников России.

## Основные проекты и произведения
Работы в области монументального искусства:
- монументальные скульптурные композиции: «Люди труда» (г. Тула, 1982 г.), «Рабочий класс» (г. Владимир, 1985 г.)

Работы в области станкового искусства:
«Сон» (1995 г.), «Летящий» (1997 г.), «Жемчужина» (1997 г.), «Торс Афины» (1997 г.), «Поэт» (1998 г.), «Поцелуй» (1998 г.), «Античный мотив» (1999 г.), «Купальщица» (1999 г.), «Царь Давид» (1998 г.), «Саломея» (2000 г.), «Покрова» (2000 г.), «Пегас» (2000 г.), «Друг, для чего ты пришёл» (2002 г.), «Ева» (2003 г.), «Саломея» (2003 г.), «Герой» (2004 г.), «Давид» (2005 г.), «Муза с Пегасом» (2007 г.), «Спор о душе» (2009 г.), «Гармония» (2010 г.), «Ангел» (2013 г.), «Адам» (2013 г.), «Ева» (2013 г.), «Жертва» (2013 г.), серия в камне «Легенда» (5 произведений, 2013 г.)
Станковые произведения представлены в Московском государственном музее «Дом Бурганова», во многих музейных и частных собраниях России и зарубежных коллекциях.

## Награды
- Заслуженный художник Российской Федерации (2006)